# ليل الثعالب (مسلسل)
ليل الثعالب، مسلسل تلفزيوني مصري عرض في 2008م.

## قصة المسلسل
مسلسل اجتماعي يسلط الضوء لنماذج مختلفة من المجتمع المصري تعيش الصراع بين القيم الفاسدة والقيم النبيلة من خلال امرأتان تطغيان بظلالهما على الإحداث . . الأولى نبيلة شكري المحامية اللامعة التي تواجه الكثير من التحديات رغم نجاحها في حياتها العملية بسبب زوجها رجل الأعمال الوصولي متعدد العلاقات النسائية كما يهرب أبوها بعد اتهامه بجريمة قتل الأمر الذي يضعها في مأزق اجتماعي يؤثر على مكانتها. أما الثانية (سوسن) الراقصة التي تبدأ رحلة الصعود اعتمادا على فنون الأغراء والعلاقات المشبوهة مع رجال الأعمال ومن بينهم زوج نبيلة حيث يجمعهم حب المال والقفز على القواعد والحواجز الأخلاقية لتحقيق أغراضهم ..تتشابك الخيوط لتستعرض العديد من المشاكل التي يعانيها المجتمع ليؤكد في النهاية على أن شريعة الغاب مهما تعاظمت وتغلغل الشر في نفوس البشر فسوف يسود العدل في النهاية.

## بطولة
- فاروق الفيشاوي
- فردوس عبد الحميد
- دنيا
- جيهان قمري
- عماد رشاد
- شيري عادل
- حجاج عبد العظيم
- حسناء سيف الدين
- هبة مجدي